# Craponne-sur-Arzon
 Craponne-sur-Arzon  es una población y comuna francesa, situada en la región de Auvernia-Ródano-Alpes, departamento de Alto Loira, en el distrito de Le Puy-en-Velay. Es el chef-lieu y mayor población del cantón de Craponne-sur-Arzon.

## Demografía
| 2925 | 3004 | 3086 | 3186 | 3008 | 2653 |
| Para los censos de 1962 a 1999 la población legal corresponde a la población sin duplicidades (Fuente: INSEE [Consultar]) |      |      |      |      |      |